# Terrassa Futbol Club
El Terrassa Futbol Club (TFC) és el club de futbol més representatiu de la ciutat de Terrassa, al Vallès Occidental. Va ser fundat l'any 1906 i disputa els seus partits a l'Estadi Olímpic de Terrassa. El Club és conegut principalment pel seu primer equip masculí, que milita a la Segona Federació de la Lliga espanyola de futbol, la quarta categoria absoluta del futbol de l'Estat. El seu primer equip femení competeix a Preferent, quinta categoria absoluta del futbol femení de l'Estat. També disposa de més de 50 equips federats de futbol base i una secció de futbol sala.
El Terrassa va pujar fins a quatre ocasions a la Segona divisió espanyola de futbol, participant-hi un total de 15 temporades entre la dècada del 1940 i la del 2000. La categoria en què el Club ha jugat més temporades, més de 40, és la Tercera divisió espanyola de futbol.
Al llarg de la seva història, el Terrassa ha desenvolupat una rivalitat esportiva amb el Centre d'Esports Sabadell Futbol Club, basada en la rivalitat entre les ciutats de Terrassa i Sabadell del Vallès Occidental. La disputa del partit entre aquests equips vallesans es coneix popularment com el derbi del Vallès.
A part d'haver disputat centenars de partits contra equips que participen al futbol espanyol, el Terrassa ha jugat partits amistosos contra diversos equips internacionals, alguns de renom internacional, com el FC Bayern de Múnic, el SL Benfica, el FC Basel, el FK Zenit de Sant Petersburg, el Montpeller Herault SC, el CSKA Sofia, el Vitória FC, el VfR Mannheim i molts equips més.

## Símbols

### Himne
L'Himne del Terrassa va ser compost per Vicenç Villatoro l'any 1973. La lletra és la següent.
Terrassa, Terrassa, Terrassa, Terrassa, 

Endavant, endavant, endavant, endavant, 

el Terrassa sempre triomfant.
Joventut, joventut,

cridanera i alegre endavant,

i portant cada pit un escut,

i portant un color roig i blanc.
Joventut, joventut,

Endavant, endavant, endavant. 

Un color roig i blanc, 

un color roig i blanc, 

un color roig i blanc, 

i un escut.
Un escut sobre el pit

que és el crit de l'esforç, 

té darrere la ciutat

que és bandera 

i que és un nom, 

i un equip ha lliurat,

i un equip que ha lliurat les suors.
Terrassa, Terrassa, Terrassa, Terrassa. 

Endavant, endavant, endavant, endavant,

el Terrassa sempre triomfant.

### Evolució de l'uniforme
L'uniforme del Terrassa ha viscut diversos canvis al llarg de la seva història.
| 1906 | 1911 | 1916 | 1934 | 1939 |  |

| 1964 | 1976 | 1985 | 1996 | 2010 |  |

## Història

### Evolució de nom
- Young's Club (1906-1911)
- Foot-ball Club Tarrasa (1911-1941)
- Club Deportivo Tarrasa (1941-1971)
- Club de Fútbol Tarrasa (1971-1975)
- Tarrasa Club de Fútbol (1975-1979)
- Terrassa Futbol Club (1979-1998)
- Terrassa Futbol Club, SAD (1998-2009)
- Terrassa Olímpica 2010 Futbol Club (2009-2010)
- Terrassa Olímpica 2010, SAD (2009-2018)
- Terrassa Futbol Club, SAD (2018-present)[12][13]

### Orígens del futbol a Terrassa (1902-1906)
L'abril de 1902 es va jugar el primer partit de futbol a Terrassa per estudiants de l'Escola Industrial, un esdeveniment promogut per un professor anglès de la mateixa escola, a prop de la Riera de les Arenes. Un any després, es va introduir la disputa d'un partit de futbol a la Festa Major de Terrassa i l'any 1905 es va crear la primera societat esportiva que es dedicava a l'esport: l'Sport-Egara.

### Creació i primers anys del Young's Club (1906-1910)
El març de 1906 és quan neix el club de futbol Young's Club, la primera entitat que es va dedicar exclusivament al futbol a Terrassa, fundat per estudiants de la mateixa Escola Industrial que va introduir l'esport a la ciutat. Durant els primers anys, el club no estava organitzat d'una manera estructurada o de cap manera professional, que va dificultar la consistència de la disputa de partits i la formació d'equips.

### Creixement del club i ascens (1910-1924)
El 1910 el Young's Club comença a organitzar-se d'una manera més seriosa i jugar més partits amistosos contra equips del Vallès i el Barcelonès. L'1 de maig de 1911, el club va oficialitzar el canvi de nom a Foot-ball Club Tarrasa, convertint-se en l'equip més representatiu de la ciutat, ja no només en termes futbolístics, sinó també en termes identitaris. Un any després, es va unir a la Federació Catalana de Futbol.
La temporada 1912-13 de la Tercera categoria del Campionat de Catalunya va ser el debut del Club en una competició oficial, finalitzant en un inesperat segon lloc. El primer campionat guanyant pel Terrassa seria la Segona categoria de 1915-16, però després de caure en la promoció d'ascens contra l'Internacional FC, no va poder arribar a la Primera categoria. Les temporades següents van resultar més complicades pel Club, fins que va campionar durant la temporada 1923-24 de la Segona categoria. Inicialment, semblava que el Club no aconseguiria l'ascens un altre cop, vist que van perdre la promoció d'ascens contra el FC Martinenc (2-0 i 0-0), però després de la decisió de la FCF d'expandir la Primera categoria de sis a vuit equips durant el mateix estiu, es va admetre el Terrassa a la màxima categoria del futbol català d'aquesta època.

### El Terrassa de Primera (1924-1929)
Després de l'ascens, es creen dues noves seccions esportives dins el Club, les de hoquei sobre herba i atletisme, i ja disposa de més de 1.300 socis. Durant la primera temporada a la Primera categoria, la 1924-25, el Terrassa acaba en la quarta posició, després d'una temporada excel·lent en què va guanyar 0-1 al Camp de Les Corts contra el FC Barcelona en el primer partit oficial entre els equips. L'any 1925 també destaca pel primer títol nacional obtingut pel Club: la Copa Catalunya de 1925, després de guanyar el partit decisiu contra el CE Sabadell FC al Camp del Guinardó. Gràcies a aquests èxits, el Terrassa es va convertir en un dels principals clubs de futbol catalans d'aquell moment.
En les temporades després, el Terrassa va obtenir resultats pitjors, sense baixar de categoria, però tampoc sense celebrar cap èxit gran. El desenvolupament del professionalisme li va dificultar competir amb equips més potents, sobretot amb els de Barcelona, culminant finalment amb un descens a la Segona categoria a la temporada 1928-29.

### Trofeus i guerra (1929-1939)
De nou a la Segona categoria, el Terrassa no va aconseguir tornar a Primera. No obstant això, va viure una etapa exitosa en guanyar tres edicions de la Segona: 1931-32, 1933-34 i 1934-35, tot i que no va resultar en cap ascens, perquè va perdre la promoció d'ascens en totes les ocasions. L'any 1935 tenia uns 1.500 socis. L'any següent, el Terrassa va conquerir la Copa Catalunya de 1936 després d'eliminar molts equips i vèncer al Girona FC a la final a Granollers, convertint-se en el màxim campió de la Copa Catalunya, superat només l'any 1993 pel FC Barcelona.
Després de l'esclat de la Guerra Civil espanyola l'any 1936, la FCF va decidir seguir amb les competicions esportives, però es va perdre la normalitat futbolística que hi havia durant la Segona República Espanyola. Per exemple, alguns jugadors es van incorporar a l'Exèrcit Popular, algunes competicions es van organitzar d'una manera simplificada o fins i tot es van eliminar i es van organitzar partits amistosos per recaptar diners per víctimes del feixisme. Després de la victòria del franquisme l'any 1939, les competicions esportives catalanes es van esborrar i el futbol va començar a gestionar-se per part de l'Estat. A més, el Terrassa va haver de castellanitzar el seu nom forçosament a Club Deportivo Tarrasa.

### Debut a Segona (1939-1950)
Durant les primeres temporades després de la guerra, el Terrassa competeix en divisions regionals. La temporada 1941-42, va campionar al Campionat de Catalunya de Primera i va finalitzar la fase d'ascens exitosament, pujant per primer cop a la Segona divisió espanyola. A més, va guanyar la Copa President de la Federació durant la mateixa temporada. La temporada 1942-43, va debutar a Segona, finalitzant al cinquè lloc, que, tot i ser la classificació més alta que el Club aconseguiria mai, no era suficient per salvar-se. També va debutar a la Copa del Generalíssim, caiguent contra el FC Barcelona (2-1 i 4-0).
Durant la resta de la dècada dels 1940, el Terrassa participava a la Tercera divisió espanyola, sense aconseguir cap campionat ni guanyar el dret de participar en promocions d'ascens.

### Una època d'argent (1950-1961)
Els resultats del Terrassa van millorar significativament durant els anys 50. La temporada 1950-51 el club va acabar al segon lloc, classificant-se per la fase d'ascens, però sense aconseguir l'objectiu. Després d'aquesta temporada, el Terrassa es va convertir en un dels equips més forts de la competició, obtenint un segon ascens a Segona la temporada 1953-54.
El Terrassa jugaria set temporades consecutives a la Segona divisió espanyola entre 1954 i 1961, la millor ratxa de la seva història. Va jugar contra equips d'arreu de la península Ibèrica i va lluitar la majoria de les temporades contra un possible descens. La seva millor classificació durant aquest període la va obtenir la temporada 1959-60: la sisena posició. Una temporada després, va baixar a Tercera.

### Catorze anys a Tercera (1961-1975)
Després del descens a Tercera l'any 1961, el Terrassa va mantenir-se durant catorze temporades en aquesta competició. Algunes temporades, el Terrassa es trobava a la zona mitjana o baixa de la classificació, però la majoria de les temporades, lliutava per campionar. Ho va fer en tres ocasions: la temporada 1961-62 -sense superar la promoció d'ascens-, la temporada 1969-70 -tampoc superant la promoció d'ascens- i la temporada 1974-75. Aquesta última temporada, ja no calia participar en una segona fase per poder pujar a la Segona divisió espanyola i ho va fer automàticament gràcies al campionat obtingut.

### Ascensos i descensos (1975-1988)
De nou a Segona divisió i ja amb el nom de Club de Fútbol Tarrasa, el Club va arribar a tenir 6.991 socis. Malgrat les ambicions del club per arribar a Primera, el Terrassa va haver d'evitar el descens cada temporada, tot i que va ocupar posicions d'ascens en algunes ocasions. Va aconseguir romandre a la segona categoria del futbol estatal durant quatre temporades, baixant finalment a Segona divisió B, el nou tercer esglaó, l'any 1979. El mateix any, va tornar a adoptar una denominació en català: Terrassa Futbol Club.
Després del descens, el Terrassa va jugar tres temporades a Segona B, abans de tornar a baixar, aquest cop a Tercera. El Club va participar en cinc edicions consecutives de la quarta categoria del futbol estatal, algunes edicions més a prop de l'ascens i altres més a prop del descens, fins que el 1987 va tornar a pujar a Segona divisió B. A més, als anys 80, el Terrassa va guanyar quatre edicions del Campionat de Catalunya sub-23, perquè es va conèixer com "el Terrassa de les quatre copes". La temporada 1987-88, va finalitzar al tercer lloc de la Segona B, sense opcions de pujar.

### Crisi i recuperació (1988-2001)
La temporada 1988-89 va ser una de les pitjors de la història del Terrassa i va donar l'inici a la crisi més profunda de la seva història fins ara. La temporada va acabar amb un descens a Tercera i la temporada següent amb un altre descens a Regional Preferent. Aquests desenvolupaments esportius van provocar una crisi econòmica i institucional, però el Club les va sobreviure. L'any 1992 ja va tornar a Tercera i dos anys després a Segona B, culminant uns anys plens de canvis de categoria.
El Terrassa va aconseguir trobar certa estabilitat al tercer esglaó del futbol estatal i es va consolidar a aquesta divisió. Tot això li va permetre al Club començar un projecte per arribar a Primera divisió, un projecte que inicialment va ser acompanyat amb bones classificacions. Però vist que el Terrassa no va pujar tan ràpid com volia, van arribar deutes econòmiques que li van impedir continuar desenvolupant el mateix projecte, i els resultats empitjoraven. Mentrestant, el Terrassa es va convertir en una SAE i va començar a apostar pel futbol base.

### Centenaris, un ascens i dues Copes Catalunya (2001-2006)
L'any 2002 es va celebrar el centenari de l'arribada del futbol a Terrassa. El mateix any, el Club va guanyar la seva tercera Copa Catalunya després de guanyar al FC Barcelona a l'Estadi Olímpic (1-1, 4-1 després de penals) i va aconseguir el seu quart ascens a la Segona divisió espanyola gràcies al seu cinquè lloc a la lliga regular i una ratxa plena de victòries a la fase d'ascens. Així, el 2002 es va convertir en un dels anys més gloriosos de la història del Terrassa.
El Club es va sotmetre a diversos canvis per poder participar a Segona, com milloraments al seu camp i un increment de les inversions econòmiques. La temporada 2002-03 el Club es va salvar amb dificultats a la segona categoria del futbol estatal i va guanyar la seva quart Copa Catalunya, vencent al CF Gavà a la final a la Nova Creu Alta. La temporada 2003-04 el Terrassa va repetir el 12è lloc i la temporada 2004-05 va finalitzar a la 20ena posició, baixant a Segona B malgrat les ampliacions de capital.
De nou a la Segona divisió B espanyola, el Club va aconseguir certa estabilitat esportiva, acabant a les posicions mitjanes de la classificació. El 2006 el Terrassa va celebrar el seu centenari. Mentrestant, es va apropar una nova crisi econòmica, fruït de les inversions de capital altes i la falta d'un ascens a Segona.

### Crisi, refundació i recuperació (2006-2021)
Amb els anys, les classificacions del Terrassa van anar empitjorant i les deutes amb els jugadors creixent. El Club es va gestionar d'una manera poc sostenible i l'estiu de 2009 es va liquidar per les deutes massa altes que tenia. En lloc de començar des de zero, un grup d'empresaris va crear un nou club amb el nom Terrassa Olímpica 2010 SAD i van comprar la plaça a la Segona divisió B, la competició on competia el Terrassa abans, i mantenia l'uniforme i escut. La FCF va reconèixer aquest club com la continuació del Terrassa Futbol Club SAD i, per tant, de l'històric equip fundat el 1906.
Encara que la refundació va garantir la continuació del futbol semi-professional a Terrassa, la caos institucional i econòmica no havia desaparegut. El Terrassa va baixar després d'una temporada horrorosa, incomplint amb les normes econòmiques un altre cop. De nou a Tercera, el Club es va recuperar pas a pas i va trobar la estabilitat institucional, esportiva i econòmica.
La primera alegria esportiva era la classificació per la promoció d'ascens a Segona B la temporada 2014-15 gràcies al quart lloc assolit, però va perdre contra el Linares (0-0 i 0-1). També les temporades 2016-17 i 2017-18 el Terrassa va somiar amb l'ascens, però va ser eliminat per l'Ontinyent CF i la SD Compostela, respectivament. El mateix 2018 el Terrassa va adquirir els drets de l'ús del nom i els símbols oficials de l'entitat desapareguda i va recuperar el nom oficial de Terrassa Futbol Club, S.A.D.
La temporada 2018-19 el Terrassa va finalitzar al vuitè lloc, sense opcions d'ascens. També l'any 2019 es va anunciar la creació d'una secció de futbol sala. Una temporada després, el Club va acabar al segon lloc d'una lliga greument afectada per la pandèmia de COVID-19, que va impedir la finalització regular de la competició. A la promoció d'ascens, el Terrassa va caure a la final contra el CE l'Hospitalet. La temporada 2020-21, el Club va aconseguir l'ascens després d'assolir el tercer lloc, que li donava el dret a l'ascens directe després de la negació per part de la RFEF d'admetre al FC Vilafranca, segon classificat, per la seva condició de filial del Lleida CF.

### De nou a Segona (2021-present)
Després de l'ascens del Terrassa, es va dur a terme una reestructuració profunda de les categories del futbol espanyol. La Segona divisió B i la Tercera divisió van desaparèixer i es van crear tres noves competicions: la Primera Federació (tercer esglaó), la Segona Federació (quart esglaó) i la Tercera Federació (cinquè esglaó). Així, l'ascens de Tercera divisió a Segona Federació va significar romandre a la quarta categoria estatal, tot i que la nova competició s'assemblava molt a la Segona B.
El Terrassa va aconseguir la estabilitat a la nova quarta divisió, lluitant les temporades 2021-22, 2022-23 i 2023-24 per l'ascens, però finalitzant totes aquestes temporades a la zona mitjana-alta de la classificació. Durant una part d'aquest període, el Club va jugar els seus partits a casa a Ca n'Anglada per les obres a l'Estadi Olímpic.

## Primer equip

### Plantilla 2024-25
Plantilla i cos tècnic del primer equip masculí.
| N. | Pos. | Nac. | Jugador              |
| -- | ---- | --- | -------------------- |
| 1  | POR  | [[Fitxer:Flag of Catalonia.svg\|23x15px\|border \|alt=Catalunya\|link=Selecció de futbol de Catalunya\|{{#if:\|]]                                   | Marcos Pérez         |
| 2  | DEF  | [[Fitxer:Flag of Ecuador.svg\|23x15px\|border \|alt=Equador\|link=Selecció de futbol de l'Equador\|{{#if:\|]]                                       | Diego Garzón         |
| 3  | DEF  | [[Fitxer:Flag of the Community of Madrid.svg\|23x15px\|border \|alt=Comunitat de Madrid\|link=Selecció de futbol de Comunitat de Madrid\|{{#if:\|]] | Rafael Poveda        |
| 4  | DEF  | [[Fitxer:Flag of Catalonia.svg\|23x15px\|border \|alt=Catalunya\|link=Selecció de futbol de Catalunya\|{{#if:\|]]                                   | Àlex Iglesias        |
| 5  | DAV  | [[Fitxer:Flag of Argentina.svg\|23x15px\|border \|alt=Argentina\|link=Selecció de futbol de l'Argentina\|{{#if:\|]]                                 | Lautaro Pául Montani |
| 6  | DEF  | [[Fitxer:Flag of Catalonia.svg\|23x15px\|border \|alt=Catalunya\|link=Selecció de futbol de Catalunya\|{{#if:\|]]                                   | Borja López          |
| 7  | DAV  | [[Fitxer:Flag of Catalonia.svg\|23x15px\|border \|alt=Catalunya\|link=Selecció de futbol de Catalunya\|{{#if:\|]]                                   | Gil Muntadas         |
| 8  | MIG  | [[Fitxer:Flag of the Basque Country.svg\|23x15px\|border \|alt=País Basc\|link=Selecció de futbol del País Basc\|{{#if:\|]]                         | Josu Gallastegi      |
| 9  | DAV  | [[Fitxer:Flag of the Canary Islands.svg\|23x15px\|border \|alt=Illes Canàries\|link=Selecció de futbol d'Illes Canàries\|{{#if:\|]]                 | Aythami Perera       |
| 10 | MIG  | [[Fitxer:Flag of Catalonia.svg\|23x15px\|border \|alt=Catalunya\|link=Selecció de futbol de Catalunya\|{{#if:\|]]                                   | Jofre Cherta         |
| 11 | DAV  | [[Fitxer:Flag of Aragon.svg\|23x15px\|border \|alt=Aragó\|link=Selecció de futbol d'Aragó\|{{#if:\|]]                                               | Sergio Buenacasa     |

| N. | Pos. | Nac. | Jugador                |
| -- | ---- | --- | ---------------------- |
| 12 | DAV  | [[Fitxer:Flag of Castile and León.svg\|23x15px\|border \|alt=Castella i Lleó\|link=Selecció de futbol de Castella i Lleó\|{{#if:\|]] | Aday Alcalde           |
| 13 | POR  | [[Fitxer:Flag of Aragon.svg\|23x15px\|border \|alt=Aragó\|link=Selecció de futbol d'Aragó\|{{#if:\|]]                                | Iván Biarge            |
| 14 | DEF  | [[Fitxer:Flag of Catalonia.svg\|23x15px\|border \|alt=Catalunya\|link=Selecció de futbol de Catalunya\|{{#if:\|]]                    | Víctor Morales         |
| 15 | DEF  | [[Fitxer:Flag of Catalonia.svg\|23x15px\|border \|alt=Catalunya\|link=Selecció de futbol de Catalunya\|{{#if:\|]]                    | Víctor Sanchís         |
| 16 | DEF  | [[Fitxer:Flag of Catalonia.svg\|23x15px\|border \|alt=Catalunya\|link=Selecció de futbol de Catalunya\|{{#if:\|]]                    | Jordi Palacios         |
| 17 | DAV  | [[Fitxer:Flag of the Netherlands.svg\|23x15px\|border \|alt=Països Baixos\|link=Selecció de futbol dels Països Baixos\|{{#if:\|]]    | Quinten van den Heerik |
| 18 | MIG  | [[Fitxer:Flag of Catalonia.svg\|23x15px\|border \|alt=Catalunya\|link=Selecció de futbol de Catalunya\|{{#if:\|]]                    | Martí Soler            |
| 19 | DEF  | [[Fitxer:Flag of the Netherlands.svg\|23x15px\|border \|alt=Països Baixos\|link=Selecció de futbol dels Països Baixos\|{{#if:\|]]    | Gylermo Siereveld      |
| 20 | DAV  | [[Fitxer:Flag of Catalonia.svg\|23x15px\|border \|alt=Catalunya\|link=Selecció de futbol de Catalunya\|{{#if:\|]]                    | Robert Simón           |
| 21 | MIG  | [[Fitxer:Flag of the Canary Islands.svg\|23x15px\|border \|alt=Illes Canàries\|link=Selecció de futbol d'Illes Canàries\|{{#if:\|]]  | Samu Casais            |
| 22 | MIG  | [[Fitxer:Flag of Greece.svg\|23x15px\|border \|alt=Grècia\|link=Selecció de futbol de Grècia\|{{#if:\|]]                             | Giannis Oikonomidis    |

#### Cos tècnic
- Entrenador: Chus Trujillo
- Segon entrenador: Eric Merino
- Tercer entrenador: Ferran Sanz

- Preparador físic: Marc Virgil

- Entrenador de porters: Carlos Contreras
- Delegat: Manuel Hermosa
- Fisioterapeuta: Ian Lanuza
- Fisioterapeuta: Pol Martín
- Metge: Martín Pablo Caldeyro
- Analista: Fran Lara
- Utiller: Pepe Mármol
- Director esportiu: Miquel Ezequiel

## Instal·lacions

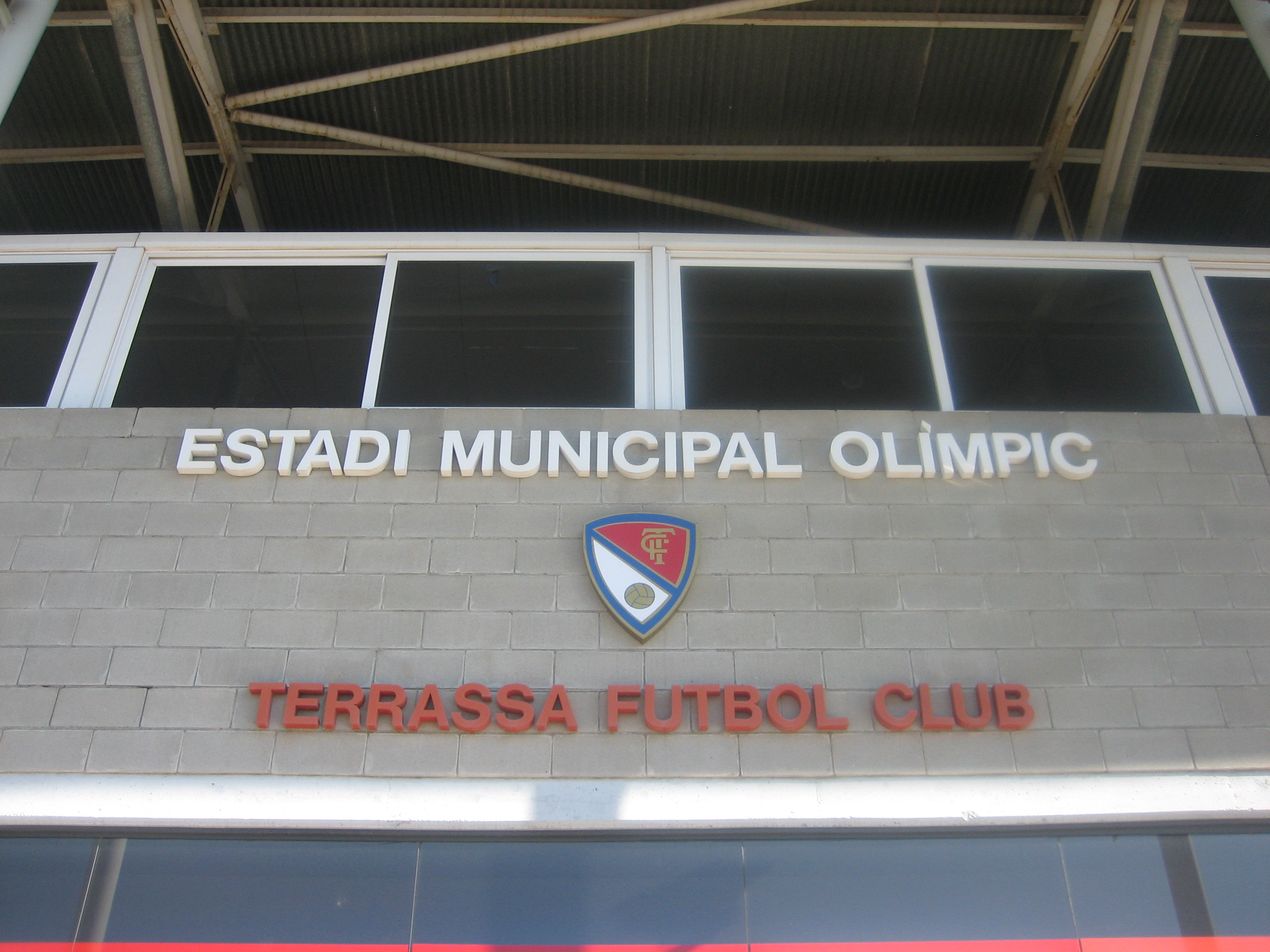
Façana de l'Estadi Olímpic de Terrassa.

### Estadi Olímpic
El Terrassa juga els seus partits a l'Estadi Olímpic de Terrassa, inaugurat el 21 d'agost de 1960, remodelat completament l'any 1992 després d'haver set triat com subseu olímpica dels Jocs Olímpics d'Estiu de 1992. El camp té una capacitat de 11.500, gespa artificial i unes dimensions de 105 x 70 metres. A més, compta amb dos camps annexos on hi entrena el futbol base.

### Camps històrics
Durant la seva història, el Terrassa ha jugat en diversos estadis arreu de Terrassa.
- Camp de Torrella (1906-1910)
- Camp d'En Belil (1910-1913)
- Camp del Carrer Pi i Margall (1913-1960)

## Palmarès

### Tornejos estatals
- Tercera divisió espanyola (5): 1953-54, 1961-62, 1967-68, 1969-70 i 1974-75

### Tornejos nacionals
- Copa Catalunya (4): 1925, 1936, 2002 i 2003
- Campionat de Catalunya de Segona Categoria (2): 1915-16 i 1923-24
- Supercopa de Catalunya (1): 1916
- Copa President de la Federació (1): 1942
- Copa Federació Catalana (1): 1949

- Campionat de Catalunya sub-23 (4): 1983-84, 1984-85, 1985-86 i 1986-87

### Tornejos regionals
- Campionat del Vallès (1): 1915

### Hoquei herba
- Campionat d'Espanya d'hoquei herba masculí (7): 1933, 1943, 1945, 1946, 1948, 1949 i 1950
- Campionat de Catalunya d'hoquei herba masculí (13): 1926, 1930, 1933, 1941, 1942, 1943, 1944, 1945, 1946, 1947, 1948, 1949 i 1950
- Campionat d'Espanya d'hoquei sala masculí (1): 1961
- Campionat d'Espanya d'hoquei herba femení (5): 1958, 1959, 1960, 1961 i 1962
- Campionat de Catalunya d'hoquei herba femení (5): 1958, 1959, 1960, 1961 i 1962

## Dades del club

### Temporades
- Temporades a Segona divisió (15): 1942-43, 1954-55 a 1960-61, 1975-76 a 1978-79 i 2002-03 a 2004-05
- Temporades a Segona divisió B (18): 1979-80 a 1981-82, 1987-88 a 1988-89, 1994-95 a 2001-02 i 2005-06 a 2009-10
- Temporades a Segona Federació (4): 2021-22 a 2024-25
- Temporades a Tercera divisió (44): 1943-44 a 1953-54, 1961-62 a 1974-75, 1982-83 a 1986-87, 1989-90, 1992-93 a 1993-94 i 2010-11 a 2020-21
- Temporades a categories regionals (5): 1939-40 a 1941-42 i 1990-91 a 1991-92

### Classificacions a la Lliga espanyola
El Terrassa ha militat un total de 81 temporades a categories estatals: 15 a Segona divisió, 18 a Segona divisió B, quatre a Segona Federació i 44 a Tercera Divisió, a més d'un total de cinc temporades a categories regionals sota diverses denominacions.
| - 1939-40: 1a Regional B (4t) - 1940-41: 1a Regional A (7è) - 1941-42: 1a Regional A (1r) - 1942-43: 2a Divisió (5è) - 1943-44: 3a Divisió (4t) - 1944-45: 3a Divisió (10è) - 1945-46: 3a Divisió (9è) - 1946-47: 3a Divisió (10è) - 1947-48: 3a Divisió (5è) - 1948-49: 3a Divisió (5è) - 1949-50: 3a Divisió (8è) - 1950-51: 3a Divisió (2n) - 1951-52: 3a Divisió (3r) - 1952-53: 3a Divisió (3r) - 1953-54: 3a Divisió (1r) - 1954-55: 2a Divisió (14è) - 1955-56: 2a Divisió (9è) - 1956-57: 2a Divisió (13è) - 1957-58: 2a Divisió (14è) - 1958-59: 2a Divisió (12è) - 1959-60: 2a Divisió (6è) - 1960-61: 2a Divisió (16è) - 1961-62: 3a Divisió (1r) | - 1962-63: 3a Divisió (9è) - 1963-64: 3a Divisió (4t) - 1964-65: 3a Divisió (10è) - 1965-66: 3a Divisió (4t) - 1966-67: 3a Divisió (7è) - 1967-68: 3a Divisió (2n) - 1968-69: 3a Divisió (2n) - 1969-70: 3a Divisió (1r) - 1970-71: 3a Divisió (3r) - 1971-72: 3a Divisió (2n) - 1972-73: 3a Divisió (11è) - 1973-74: 3a Divisió (4t) - 1974-75: 3a Divisió (1r) - 1975-76: 2a Divisió (16è) - 1976-77: 2a Divisió (7è) - 1977-78: 2a Divisió (12è) - 1978-79: 2a Divisió (18è) - 1979-80: 2a Divisió B (5è) - 1980-81: 2a Divisió B (15è) - 1981-82: 2a Divisió B (18è) - 1982-83: 3a Divisió (8è) - 1983-84: 3a Divisió (18è) - 1984-85: 3a Divisió (3r) | - 1985-86: 3a Divisió (6è) - 1986-87: 3a Divisió (3r) - 1987-88: 2a Divisió B (3r) - 1988-89: 2a Divisió B (19è) - 1989-90: 3a Divisió (18è) - 1990-91: Reg. Preferent (5è) - 1991-92: 1a Catalana (3r) - 1992-93: 3a Divisió (7è) - 1993-94: 3a Divisió (2n) - 1994-95: 2a Divisió B (13è) - 1995-96: 2a Divisió B (5è) - 1996-97: 2a Divisió B (5è) - 1997-98: 2a Divisió B (2n) - 1998-99: 2a Divisió B (5è) - 1999-00: 2a Divisió B (15è) - 2000-01: 2a Divisió B (12è) - 2001-02: 2a Divisió B (5è) - 2002-03: 2a Divisió (12è) - 2003-04: 2a Divisió (12è) - 2004-05: 2a Divisió (20è) - 2005-06: 2a Divisió B (10è) - 2006-07: 2a Divisió B (6è) - 2007-08: 2a Divisió B (15è) | - 2008-09: 2a Divisió B (16è) - 2009-10: 2a Divisió B (20è) - 2010-11: 3a Divisió (12è) - 2011-12: 3a Divisió (7è) - 2012-13: 3a Divisió (6è) - 2013-14: 3a Divisió (4t) - 2014-15: 3a Divisió (7è) - 2015-16: 3a Divisió (13è) - 2016-17: 3a Divisió (3r) - 2017-18: 3a Divisió (4t) - 2018-19: 3a Divisió (8è) - 2019-20: 3a Divisió (2n) - 2020-21: 3a Divisió (3r) - 2021-22: 2a Federació (8è) - 2022-23: 2a Federació (6è) - 2023-24: 2a Federació (6è) - 2024-25: 2a Federació |

- - Copa Catalunya
- - Campionat de Lliga
- - Ascens
- - Descens

## Presidents
Al llarg de la seva història, el Terrassa ha tingut 55 presidents.
| - Joaquim Barata i Santiago Soler i Mata (1906-11) - Francesc Fonte i Puig (1911-12) - Josep Elías i Verdaguer (1913) - Narcís Freixa i Ubach (1914-15) - Delfí Sanmartín i Montfort (1916-18) - Miquel Bosch i Vila (1918-19) - Josep Sallés i Barba (1919-20) - Anselm Ramoneda i Muns (1921) - Lluís Vancells i Amat (1922-23) - Miquel Cots i Roumens (1924-26) - Miquel Mogas i Ballber (1926-27) - Genar Vergara i Piña (1927-31) - Josep Figuerola i Serra (1931-32) - Joaquim Bracons i Rodríguez (1932-33) - Miquel Reig i Casamiquela (1933-34) - Manuel Navarro i Segarra (1934-36) - Florenci Brunet i Valls (1936) - Pere Estrenger i Macià (1936-38) - Miquel Reig i Casamiquela (1938-40) - Pere Vacarisas i Font (1940-41) - Melcior Puig i Sellarés (1941-43) | - Gabriel Rex de Saint-Germain (1943-44) - Manuel Royes i Mateo (1944-45) - Celestí Manent i Casanovas (1945-50) - Jaume Biosca i Torres (1950-51) - Miquel Soler i Torras (1951-52) - Mateu Ballbé i Catembert (1953) - Melcior Divorra i Llaveria (1953-57) - Josep Massagú i Vilana (1957-58) - Joan Massagué i Tusell (1958-60) - Fidel Sardà i Barons (1960) - Melcior Divorra i Llaveria (1961-63) - Florià Ayuso i Utiel (1963-64) - Melcior Divorra i Llaveria (1965-67) - Francesc Tayó i Pi (1968-70) - Manuel Sanz i Alegre (1970-71) - Santiago Fontanals i Martí (1971-72) - Josep Maria Masdefiol i Peralta (1973-76) - Manuel Giménez i Cano (1976-77) - Ricard Campoy i Gómez (1977) - Valerià Argemí i Sans (1977) - Miquel Bayoma i Comas (1977) - Jordi Batalla i Vila (1978) | - Josep Creus i Mata (1978-80) - Pere Ubach i Garcia (1980-82) - Pere Pascual i Claramunt (1982-83) - Eduard Posada i Fernández (1983-87) - Miquel Caparrós i Garcia (1987) - Carmel Satué i Amor (1988) - Melcior Navarro i Caparrós (1988-89) - Miquel Blanco i Adell (1990-95) - Miquel Caparrós i Garcia (1995-97) - Josep Vall i Planas (1997-2000) - Antonio Sánchez i Rodríguez (2000-02) - Guillermo Cabello i Valero (2002-06) - Jaume Arnau (2006-08) - Kiko Sánchez (2008-09) - Jesús Fernández (2009-15) - Jordi Cuesta i Blas (2015-) |

## Entrenadors
Al llarg de la seva història, el Terrassa ha tingut 83 entrenadors.
| - Hermenegild Casellas (1913) - Francesc Roig (1914-23) - Domènec Gràcia (1924-27) - Esteve Platko (1928-32) - Rini (1933-35) - Vicenç Piera (1935-36) - Matxina (1936-38) - Edelmiro Lorenzo (1939-42) - Solà (1942-43) - Messegué (1943) - Ortiz (1943-45) - José Cabo (1945-46) - José Antonio Vidal (1946-47) - Prat (1947-48) - Lluís Miró (1948-52) - Cruz (1952-53) - Benito García (1953-54) - Josep Valero (1954-55) - Joan Gaju (1955) - Ricard Gallart (1955-57) - Zvonimir Monsider (1957-58) - Pedro Eguiluz (1958-59) - Ramón Celma (1959) - Josep Espada (1959-60) - Amadeu Navarra (1960-63) - Benito García (1963) - Luis Cid "Carriega" (1963-65) - Juan Navarro (1965-66) - Mario Anchisi (1966) - Manuel Martín (1967) - Josep Seguer (1967-69) - Jorge Solsona (1969-70) | - Agustí Faura (1970-71) - Carles Leblanc (1971) - Antoni Cadafalch (1971) - Mario Eduardo Leardi (1971) - Isidre Brunet (1971-72) - Agustí Faura (1972-73) - Isidre Brunet (1973) - Josep Maria Martín (1973-74) - Vicenç Dauder (1974-76) - Abdallah Ben Barek El Antaki (1976-77) - Josep Seguer (1977-78) - Joseíto (1978) - Josep Sanjuán (1978) - Gustau Biosca (1979) - Blas Ortega (1979-80) - Miguel Vallespir (1979-80) - Roberto Álvarez (1980-81) - Miguel Vallespir (1981-82) - Miguel Plezeguelos (1982-83) - Barceló (1983) - Pere Pascual (1983) - Miguel Vallespir (1983-84) - Miguel Plezeguelos (1983-84) - Antonio Linares (1984-87) - Martí Alavedra (1987-88) - Jordi González (1988-89) - Joaquim Hernández (1989-90) - Antonio Linares (1990-91) - Antonio Castillo (1991) - Paco Marfil (1991-93) - Marc Serrano (1993-94) - Antonio Samblas (1994) | - Jordi Gonzalvo (1995) - Alfons Muñoz (1995-97) - Josep Maria Nogués (1997-99) - Bernardo Tapia (1999) - Alfons Muñoz (1999-2000) - Jordi Gonzalvo (2000) - Bernardo Tapia (2000) - Miguel Álvarez (2000-03) - José Delgado (2003) - Enrique Martín (2003-04) - Juanma Lillo (2004-05) - José Delgado (2005) - Jordi Vinyals (2005-06) - Miguel Álvarez (2006-07) - Juan Carlos Pérez (2007-08) - Sergio Lobera Rodríguez (2008-09) - José Luis García (2009) - Miquel Olmo (2009-11) - Miki Carrillo (2011-13) - David Pirri (2013-15) - José Luis Duque (2016) - Toni Rodríguez (2016) - Agustín Vacas (2016-17) - Cristian García (2017-19) - Xevi Molist (2019-20) - Juanjo García (2021) - Jordi López (2021-23) - Gerard Garrido (2023) - Chus Trujillo (2023-) |

## Rivalitats
El rival principal del Terrassa és el Centre d'Esports Sabadell Futbol Club i els partits entre aquests maxims representants del Vallès es coneix popularment com el derbi del Vallès. La rivalitat futbolística, ben viva des del 1911, es basa en la rivalitat entre les ciutats de Terrassa i Sabadell, les ciutats principals del Vallès i les capitals del Vallès Occidental. Els seus primers equips masculins han coincidit a la mateixa categoria durant dotzenes de temporades i solen generar molta expectació en les aficions respectives.